# Zastava Albanije
Zastava Albanije sastoji se od crvenog polja s crnim dvoglavim orlom u središtu. Vodi porijeklo od sličnog grba (pečata) Gjergja Kastriotija Skenderbega, vođe pobune protiv Otomanskog Carstva iz 15. stoljeća koja je rezultirala kratkom neovisnošću Albanije od 1443. do 1478. Sadašnja zastava službeno je usvojena 7. travnja 1992., ali su i prijašnje albanske države – Kraljevina Albanija i poslijeratna komunistička država – koristile gotovo istu zastavu; prva je imala "Skenderbegovu kacigu" iznad orla, a druga crvenu petokraku zvijezdu sa žutim okvirom.
Zastava Albanije možda je inspirirala zastavu izmišljene zemlje Sildavije u crtanim filmovima Tintin.

## Vanjske poveznice
- Albanija na FOTW